# Bahnhof Mino-Ōta
Der Bahnhof Mino-Ōta (jap. 美濃太田駅, Mino-Ōta-eki) ist ein Bahnhof auf der japanischen Insel Honshū. Er wird gemeinsam von den Bahngesellschaften JR Central und Nagaragawa Tetsudō betrieben und befindet sich in der Präfektur Gifu auf dem Gebiet der Stadt Minokamo.

## Verbindungen
Mino-Ōta ist ein Kreuzungsbahnhof an der Takayama-Hauptlinie zwischen den Präfekturhauptstädten Gifu und Toyama. Hier zweigen zwei Linien ab, die Taita-Linie und die Etsumi-nan-Linie. Auf der Takayama-Hauptlinie bieten die Bahngesellschaften JR Central und JR West gemeinsam täglich zehn Zugpaare des Schnellzugs Hida an. Sie verbinden Nagoya mit Gifu, Mino-Ōta, Gero und Takayama. Von diesen befahren vier die gesamte Strecke über Takayama hinaus bis zum Bahnhof Toyama. Ein Zug täglich bietet Kurswagen von Osaka und Kyōto an, die in Gifu angehängt werden.
Im Regionalverkehr auf der Takayma-Hauptlinie bietet JR Central zwischen Gifu und Mino-Ōta einen Halbstundentakt an. Etwas mehr als ein Drittel dieser Züge wechseln hier auf die Taita-Linie und verkehren weiter über Kani bis nach Tajimi. Ergänzt wird dieses Angebot durch Züge auf der Verbindung Mino-Ōta–Tajimi, wodurch insgesamt ebenfalls ein Halbstundentakt besteht. Auf dem Abschnitt der Takayama-Hauptlinie von Mino-Ōta über Gero und Takayama nach Inotani gibt es keinen festen Fahrplantakt. Züge von JR Central verkehren hier ungefähr alle ein bis drei Stunden. Auf der Etsumi-nan-Linie der Nagaragawa Tetsudō gibt es einen regen Regionalverkehr von Mino-Ōta über Seki nach Minoshi; hier verkehren die Züge ungefähr alle 30 bis 50 Minuten. Nördlich von Minoshi fahren die Züge ungefähr alle ein bis zwei Stunden in Richtung Hokunō, wobei einzelne bereits in Gujō-Hachiman oder Mino-Shiratori wenden.
Die Bushaltestellen auf dem südlichen und dem nördlichen Bahnhofsvorplatz werden von mehreren Linien des städtischen Busbetriebs Aiai Bus bedient.

## Anlage
Der Bahnhof steht im Nordosten des Stadtteils Otachō. Auf der Südseite befindet sich das eigentliche Stadtzentrum von Minokamo mit Geschäften, Rathaus, Krankenhaus und weiteren öffentlichen Einrichtungen, auf der Nordseite erstreckt sich ein Wohngebiet. Die ebenerdige Anlage ist von Westen nach Osten ausgerichtet und umfasst acht Gleise, von denen fünf dem Personenverkehr dienen. Jene vier Gleise, die von JR-Central-Zügen genutzt werden, liegen an zwei teilweise überdachten Mittelbahnsteigen. Über diese spannt sich das Empfangsgebäude in Form eines Reiterbahnhofs. An der Nordseite ist ein weiterer Mittelbahnsteig zu finden, der bedeutend kürzer ist und nur an einer Seite genutzt wird (er ist also von der Funktion her ein Seitenbahnsteig); von hier aus verkehren die Züge der Nagaragawa Tetsudō. Der Zugang zu allen Bahnsteigen erfolgt mittels Treppen und Aufzügen. An den Reiterbahnhof schließen sich Eingangspavillons an, die zu den jeweiligen Bahnhofsvorplätzen führen und zusätzlich über Rolltreppen verfügen. An der Nordwestseite der Anlage sind die Überreste einer Drehscheibe vorhanden.
Im Fiskaljahr 2019 nutzten durchschnittlich 3285 Fahrgäste täglich den Bahnhof. Davon entfielen 2865 auf JR Central und 420 auf die Nagaragawa Tetsudō.

## Bilder

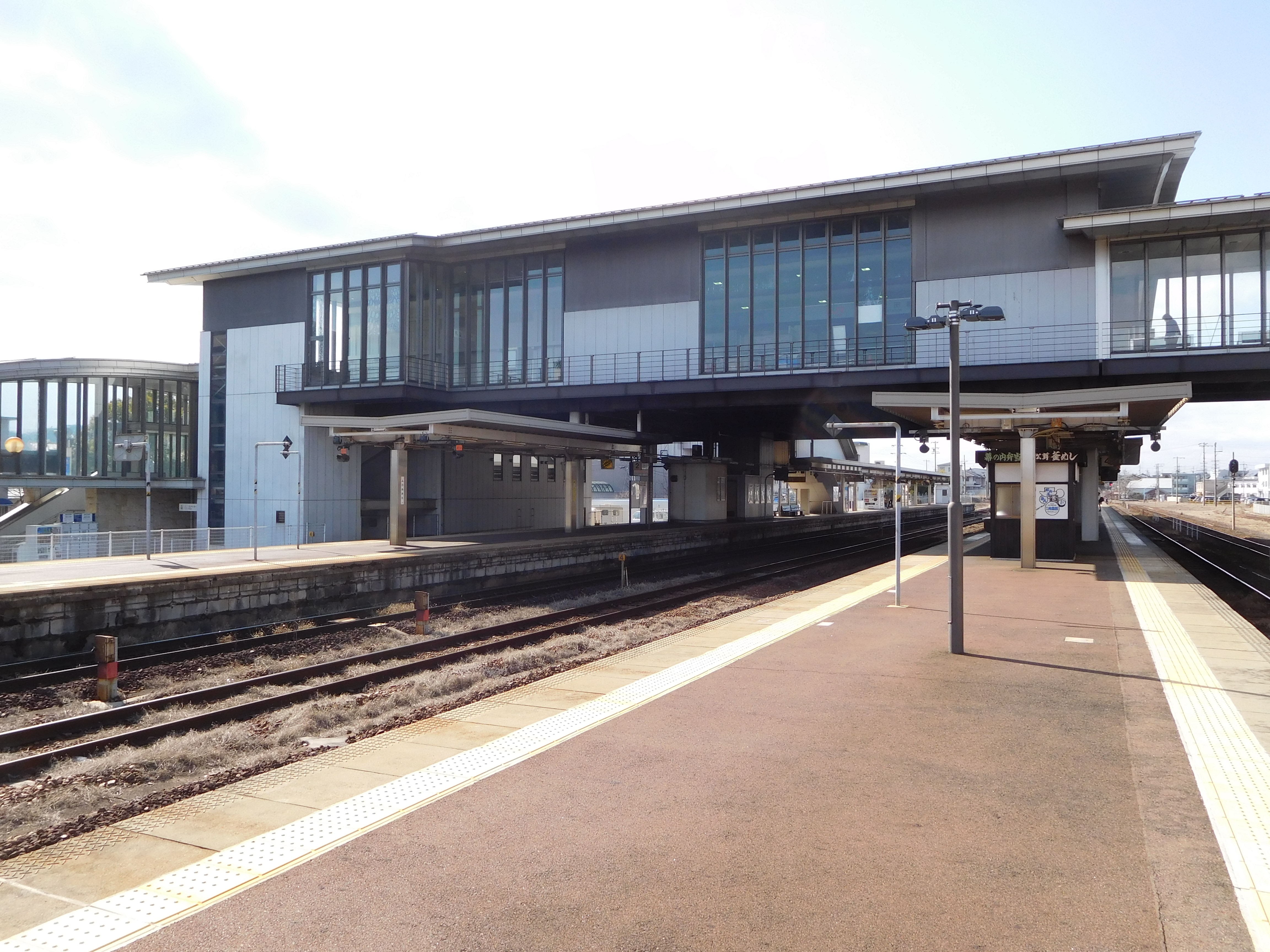
Reiterbahnhof und Bahnsteige von JR Central
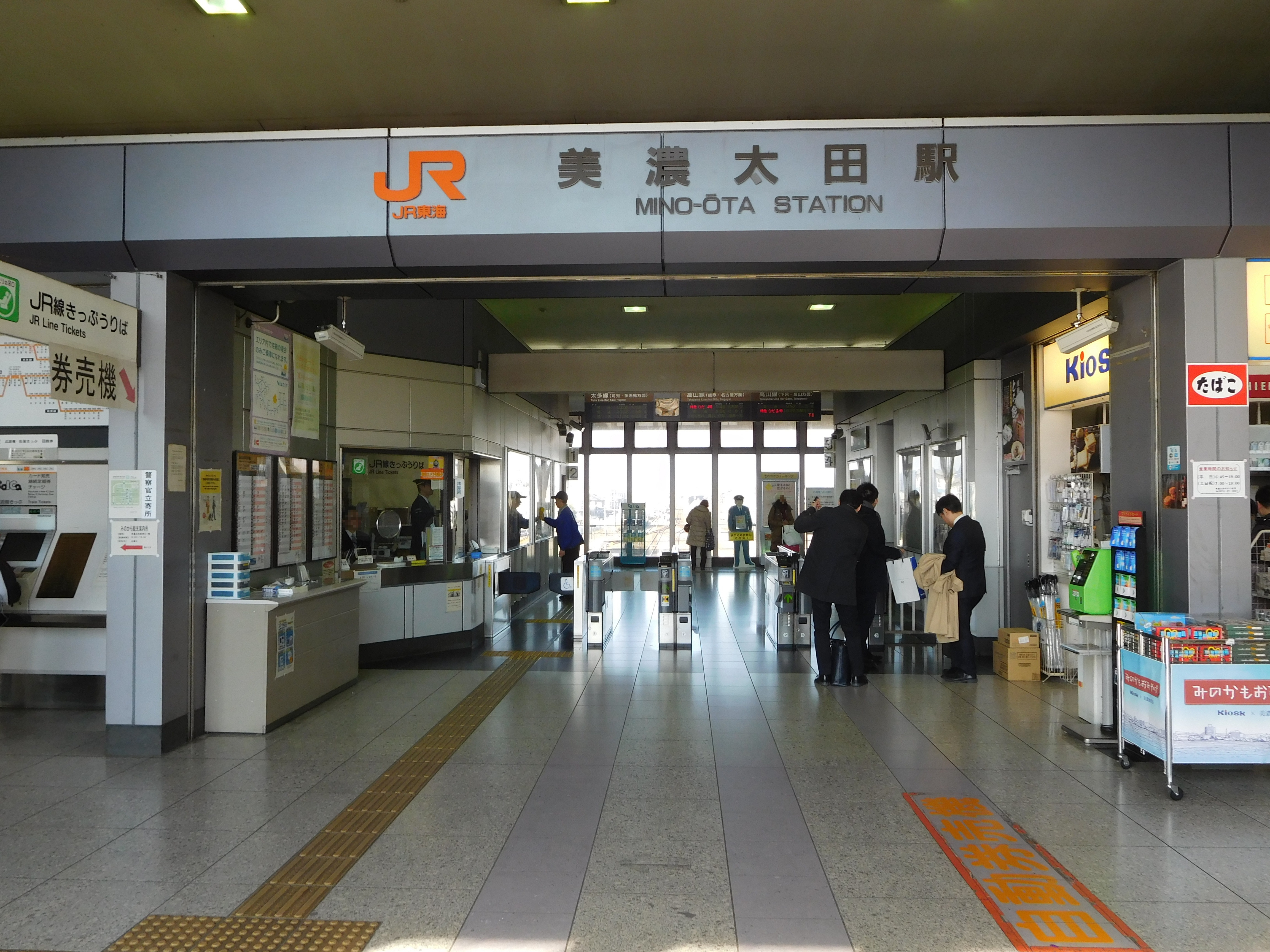
JR-Bahnsteigsperre
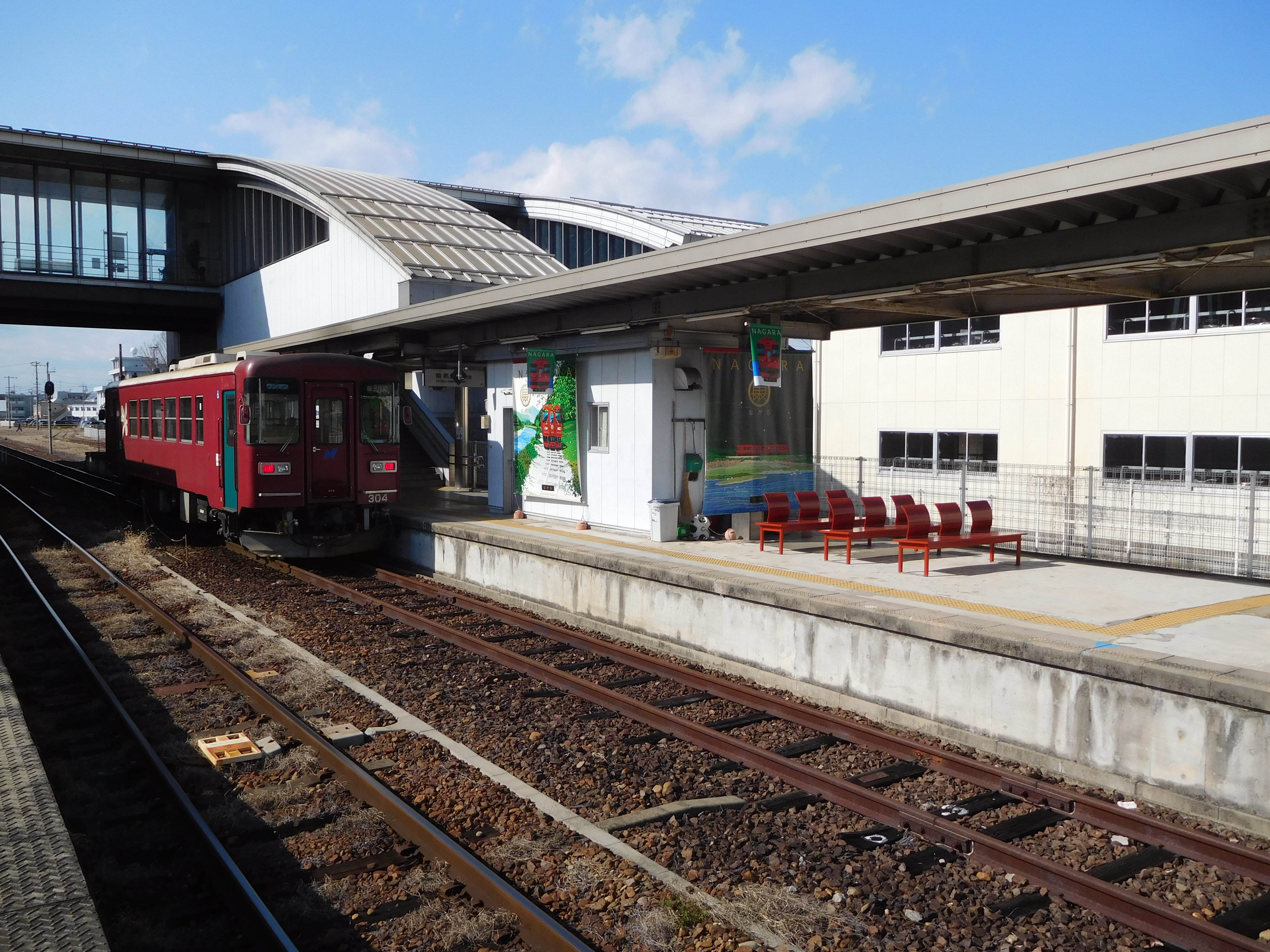
Bahnsteig der Nagaragawa Tetsudō
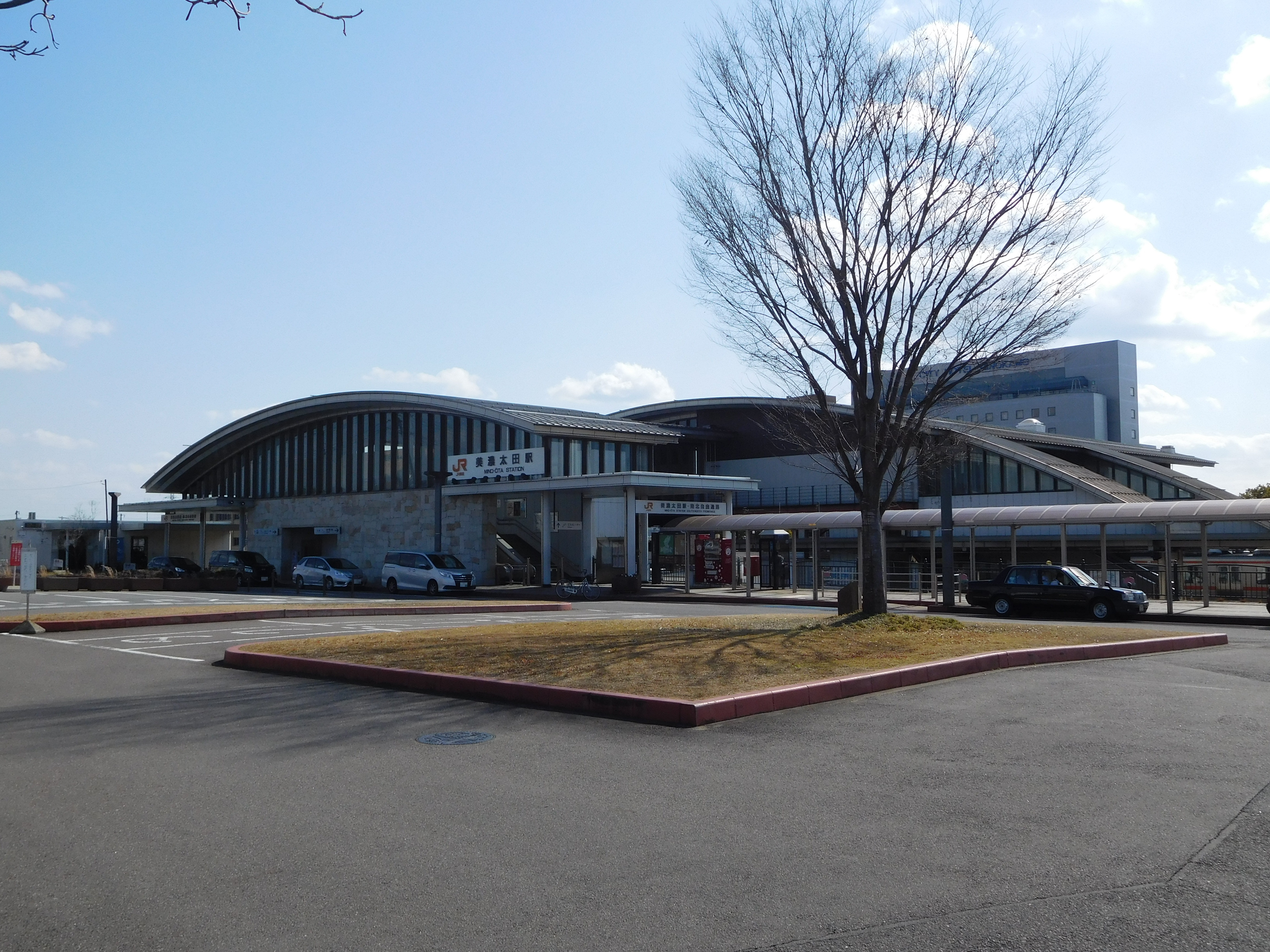
Nördlicher Bahnhofsvorplatz

## Gleise
JR Central
| 1/2 | ▉ Takayama-Hauptlinie | Unuma • Gifu • Nagoya    |
| 2/3 | ▉ Taita-Linie         | Kani • Tajimi            |
| 3/4 | ▉ Takayama-Hauptlinie | Gero • Takayama • Toyama |

Nagaragawa Tetsudō
| – | ▉ Etsumi-nan-Linie | Seki • Hokunō |

## Linien
| Verlauf der Takayama-Hauptlinie |
| --- |
| Gifu • Nagamori • Naka • Sohara • Kagamigahara • Unuma • Sakahogi • Mino-Ōta • Kobi • Nakakawabe • Shimoasō • Kamiasō • Shirakawaguchi • Shimoyui • Hida-Kanayama • Yakeishi • Gero • Zenshōji • Hida-Hagiwara • Jōro • Hida-Miyada • Hida-Osaka • Nagisa • Kuguno • Hida-Ichinomiya • Takayama • Hozue • Hida-Kokufu • Hida-Furukawa • Sugisaki • Hida-Hosoe • Tsunogawa • Sakakami • Utsubo • Sugihara • Inotani • Nirehara • Sasazu • Higashi-Yatsuo • Etchū-Yatsuo • Chisato • Hayahoshi • Fuchū-Usaka • Nishi-Toyama • Toyama |

| Verlauf der Taita-Linie                                                     |
| --------------------------------------------------------------------------- |
| Tajimi • Koizumi • Nemoto • Hime • Shimogiri • Kani • Mino-Kawai • Mino-Ōta |

## Geschichte
Das Eisenbahnministerium eröffnete den Bahnhof am 12. November 1921, zusammen mit dem von Kakamigahara bis hierhin führenden Abschnitt der Takayama-Hauptlinie. Rund ein Jahr lang war Mino-Ōta die Endstation, bis zur Inbetriebnahme des Abschnitts nach Shimoasō am 25. November 1922. Die Eröffnung des ersten Abschnitts der Etsumi-nan-Linie nach Minochō (heute Minoshi) folgte am 5. Oktober 1923. Zu einem vollständigen Eisenbahnknoten wurde Mino-Ōta am 1. Oktober 1928, als der nach Kani führende Abschnitt der Taita-Linie in Betrieb ging. Als Rationalisierungsmaßnahme stellte die Japanische Staatsbahn am 15. November 1982 den Güterumschlag ein und am 11. Dezember 1986 übertrug sie den Betrieb der Etsumi-nan-Linie an die neu gegründete Bahngesellschaft Nagaragawa Tetsudō. Im Rahmen der Staatsbahnprivatisierung ging der restliche Bahnhof am 1. April 1987 in den Besitz von JR Central über. Nach einem umfassenden Umbau der Bahnanlagen ging der heutige Reiterbahnhof am 28. März 1998 in Betrieb.